# Луминесценција
Луминесценција (од латинске речи lumen, luminis = светлост) представља појаву хладног зрачења светлости (фотона). Ове појаве не настају повишењем температуре, него од више другачијих узрока, те тако постоји више врста луминесценција. Овај облик зрачења се разликује од топлотног зрачења по начину настајања, својствима и времену трајања. 
Термин хладна није сасвим оправдан. Он се користи зато што енергија којом се подстиче (изазива) луминесценција не потиче од претварања топлотне енергије у светлосну, већ од другог облика енергије. Луминесцентна светлост не подлеже законима топлотног зрачења. Та светлост се може јавити врло интензивно и на ниским температурама и у свим агрегатним стањима.
Хемијска луминесценција је директна трансформација хемијске енергије у енергију зрачења, без ослобођења топлоте. Светлуцање фосфора, светлуцање свитаца и фосфоресценција која се понекад јавља при труљењу и распадању дрвета или при саламурењу харинга, представља ове феномене.

### Подела луминесценција према пореклу побуде
- Фотолуминисценција
- Катодолуминесценција
- Биолуминесценција (производи се у живим организмима )
- Хемолуминесценција (настаје у хемијским реакцијама )
- Кристалолуминесценција (настаје у процесу кристализације )
- Тритолуминецсценција (настаје дејством механичке енергија )
- Електролуминесценција
- Термолуминесценција
- Сонолуминисценција